# Oleg Ryakhovskiy
Oleg Ryakhovskiy en ruso Олег Анатольевич Ряховский,(Taskent, Uzbekistán, Unión Soviética, 19 de octubre de 1933-16 de diciembre de 2023) fue un atleta ruso, especialista en triple salto. 

## Éxitos deportivos
Fue plusmarquista mundial de esta modalidad entre 1958 y 1959 y subcampeón de Europa en los campeonatos de 1958, celebrados en Estocolmo.